# Anthony Gilby
Anthony Gilby (c.1510–1585) fue un clérigo inglés, conocido como puritano radical y traductor de la Biblia de Ginebra, la primera Biblia en inglés disponible para el público en general. Nació en Lincolnshire y se educó en el Christ's College de Cambridge, donde se graduó en 1535.

## Primeros años
En sus inicios, se desempeñó como predicador en Leicestershire bajo el gobierno de Eduardo VI. Durante este tiempo, se reunió con personas que compartieron opiniones similares a las suyas sobre las corrupciones de la época. Esto lo empujó a publicar Un Comentario sobre el Profeta Mycha (1551) y Un Comentario sobre el Profeta Malaky (c. 1553), expresando libremente a través de estos textos sus sentimientos sobre la persecución de su religión. Se convirtió al protestantismo en su juventud, lo que demostraría ser de la mayor importancia en el curso de su vida. Gilby se graduó con una licenciatura y maestría en artes de la Universidad de Cambridge en 1531-2 y 1535, respectivamente. A lo largo de su educación, fue bien conocido por "su habilidad en los idiomas bíblicos del latín, el griego y el hebreo", lo que demostró ser un activo evidente para él en la traducción de la Biblia de Ginebra. Cuando María I tomó el trono en 1553, la vida de los protestantes solo se volvió más turbulenta. Esto llevó a muchos a huir a estados religiosamente libres; incluida la familia Gilby en 1555. Se convirtió en ministro en Leicestershire y calvinista. Su respuesta a la detección diabólica de Stephen Gardiner fue publicada en 1547 (como por AG), por John Day.

## Exilio mariano
Cuando la religión católica comenzó a restaurarse en Inglaterra, muchos protestantes se vieron obligados a abandonar el país. Los protestantes se fueron no solo por su seguridad física y derecho a practicar sus propias formas de adoración, sino también porque les había dado la oportunidad de mantener, definir y conservar su religión nacional para su eventual regreso a Inglaterra. Los artesanos protestantes europeos recibieron más cortesía que las colonias de artesanos protestantes extranjeros. A los protestantes europeos se les avisó que se fueran y se les advirtió que los arrestaran, mientras que a los protestantes extranjeros se les ordenó despedir rápidamente. Originalmente huyeron a las ciudades protestantes de Estrasburgo y Frankfurt, pero más tarde se establecieron colonias en Emden, Zúrich, Wesel, Worms y Duisburg. En esas colonias, particularmente en Frankfurt, muchos querían preservar la iglesia eduardiana inglesa, mientras que otros radicales querían una reforma más exigente. Estas opiniones divergentes causaron muchos argumentos que resultaron en la división de Frankfurt. Cada colonia tenía su propia naturaleza, pero hubo un contacto significativo entre los grupos de exiliados religiosos. A menudo hubo falta de comunicación y unidad en sus temas más importantes. Los exiliados marianos querían animar a sus correligionarios a regresar a casa, así que produjeron muchos trabajos utilizando la Prensa Continental para la doctrina protestante, y les instaron a huir, al martirio o a la rebelión. Sin embargo, no todos los exiliados marianos abandonaron sus países por razones religiosas, muchos de ellos se fueron después de intentos fallidos de inquietudes seculares. Después de que estalló la guerra en 1557, muchos de estos exiliados seculares pusieron lealtad antes de la religión y regresaron a sus hogares para servir a su país de cualquier manera que pudieran. Cuando la reina María I murió en 1558, el exilio mariano terminó y los exiliados regresaron a sus hogares a recepciones mixtas. Muchos hombres, incluido Anthony Gilby, pasaron años viviendo en comunidades que, según ellos, estaban más reformadas que Inglaterra. Anthony Gilby formó parte de este exilio mariano, en Basilea, en Fráncfort, donde se asoció con John Foxe y lo alojó en 1554, y se estableció en Ginebra en 1555. Allí se hizo cargo de John Knox, con Christopher Goodman. . También escribió Una Admonición a Inglaterra y Escocia en 1558, impugnando la supremacía real en la Iglesia de Inglaterra según lo impuesto por Enrique VIII. Su trabajo sobre la Biblia de Ginebra, que se publicó en 1560, fue uno de los principales asistentes de William Whittingham.

## LaBiblia de Ginebra
Después de los exiliados marianos, los protestantes ingleses llegaron a Ginebra. Fue aquí donde los traductores, incluido Gilby, trabajaron en lo que se conocería como la Biblia de Ginebra. En consecuencia, muchos de los exiliados regresaron a Inglaterra en 1558, pero Gilby se quedó en Ginebra para completar la Biblia de Ginebra, junto con William Whittingham. Whittingham fue la inspiración para esta ingeniosa tarea, a la vez que prodigiosa, de traducir la Biblia porque fue una extensión de su Nuevo Testamento de 1557. Gilby desempeñó un papel importante en la idea de la Biblia de Whittingham. El mismo Whittingham dio testimonio del papel de Gilby en la traducción de la Biblia de Ginebra y lo grabó en un artículo titulado Livre des Anglais. La Biblia de Ginebra contenía mapas, índices y notas fáciles de leer para cualquier lector interesado. Esta naturaleza de estilo de escritura se remonta a la escritura de  William Tyndale, quien también hizo traducciones al inglés del Nuevo Testamento. Los traductores, incluido Anthony Gilby, crearon una pieza de literatura que fue capaz de influir en los lectores de todo tipo durante el siglo XVI, incluidos Shakespeare y Milton. Muchos años después, la Biblia de Ginebra fue intercambiada por la Biblia del Rey Jacobo y prohibida posteriormente.
Una vez que se terminó la Biblia de Ginebra, Gilby finalmente regresó a Inglaterra en mayo de 1560 y su obra maestra se publicó solo unas pocas semanas después. Se sabe que Gilby está acreditado para la organización del trabajo y la redacción de las anotaciones y el razonamiento de estos argumentos. Sin embargo, su debilidad fue la crítica textual, ya que entregó esta parte del proceso a los otros traductores: Thomas Sampson, Thomas Bentham, William Cole y William Whittingham. Los atributos clave de la Biblia de Ginebra fueron su tamaño y tipo de letra impresa, la separación en quartos y octavos, la sección en versos y el uso de la cursiva para indicar la adición de palabras. Pero para la aclamación de Gilby, la más significativa de todas las características fueron las anotaciones. Estas notas explicativas presentan el contenido político de la historia de Inglaterra. El primer intento de Gilby como traductor ocurrió en 1551, cuando escribió un comentario sobre Micah. Este texto y el prefacio, tanto el trabajo de Gilby, son muy significativos porque se correlacionan con la técnica utilizada por los traductores para traducir la Biblia de Ginebra.